# Angel diabolo
Angel diabolo je osmi extended play slovenske rock skupine Siddharta, izdan leta 2009. Vsebuje tri različice naslovne pesmi.

## Seznam pesmi
Vse pesmi je napisal Tomi Meglič.
| Št.             | Naslov                                       | Dolžina |
| --------------- | -------------------------------------------- | ------- |
| 1.              | „Angel diabolo‟                              | 3:34    |
| 2.              | „Angel diabolo‟ (JAMirko & Pier Bassick RMX) | 4:22    |
| 3.              | „Angel diabolo‟ (6ft Underground 0)          | 3:00    |
| Skupna dolžina: | Skupna dolžina:                              | 10:56   |

## Zasedba

### Siddharta
- Tomi Meglič - vokal, kitara
- Primož Benko - kitara
- Boštjan Meglič - bobni
- Jani Hace - bas kitara
- Tomaž Okroglič Rous - klaviature in programiranje